# Young Scooter
Young Scooter, nom de scène de Kenneth Bailey, né le 28 mars 1986 à Walterboro (Caroline du Sud) et mort le 28 mars 2025 à Atlanta (Géorgie), est un rappeur et chanteur américain,.

## Biographie

### Enfance et début
Young Scooter naît à Walterboro en Caroline du Sud. À neuf ans, sa famille  déménage à Kirkwood Community (aussi connu sous le nom de « Lil Mexico ») à Atlanta en Géorgie. En 2008, après être accusé de trafic de drogue, il décide de se lancer dans la musique. Young Scooter est un ami d'enfance du rappeur Future, également originaire d'Atlanta.

### Labels
Il est parmi les premiers artistes à signer avec le label de son compatriote rappeur d'Atlanta Future, Freebandz en 2012. En 2013, il signe conjointement avec Brick Squad Monopoly de Waka Flocka Flame, une empreinte de 1017 Records de Gucci Mane.

## Style musical
Young Scooter est connu pour son rap freestyle, sans paroles écrites, à l'instar de Gucci Mane. Il définit son style comme de la « musique de compte » et l'expliquait dans une interview avec Complex : « Je me fiche de ce que je dis sur un beat, tant qu'il s'agit d'argent. Quand on essaie de réfléchir et de l'écrire, c'est là que ça va être raté ».

### Mort
Young Scooter est mort le jour de son 39ᵉ anniversaire des suites d'une blessure à la jambe survenue alors qu’il tente de fuir la police à Atlanta. Les autorités sont intervenues dans une résidence après des signalements de coups de feu et d’une femme contrainte à y rentrer de force. En tentant de s’échapper, il se blesse grièvement en franchissant des clôtures. Transporté au Grady Memorial Hospital, il est déclaré mort peu après. La blessure, selon la police, n’a pas été causée par les forces de l’ordre mais s’est produite durant la fuite. La cause exacte du décès fait l'objet d'une enquête.

## Discographie
- 2012 : Plug Brothers.
- 2012 : Married to the Streets.
- 2013 : Plug Brothers 2.
- 2015 : No Mo Struggle.
- 2015 : Fast Lane Juugin.
- 2015 : Juggathon.
- 2016 : The Dream Team.
- 2018 : The Recipe.
- 2018 : Trippple Cross.
- 2019 : Trap Hero.
- 2020 : Zaystreet.
- 2023 : Streetz Krazy.
- 2024 : Trap's Last Hope.
- 2024 : 80's Baby.